# Bóng đá vì tình bằng hữu
Bóng đá vì tình bằng hữu (tiếng Anh: Football for Friendship, tiếng Nga: ФУТБОЛ ДЛЯ ДРУЖБЫ) là giải bóng đá vì Tình hữu nghị là một chương trình xã hội dành cho trẻ em quốc tế do PJSC «Gazprom».Mục tiêu của chương trình là nuôi dưỡng những giá trị quan trọng và sở thích về một cuộc sống lành mạnh thông qua bóng đá ở thế hệ trẻ. Trong chương trình này, các cầu thủ ở độ tuổi 12 từ các quốc gia khác nhau sẽ tham gia vào diễn đàn thường niên của trẻ em quốc tế, Cúp Thế giới trong "Giải Bóng đá vì Tình hữu nghị", Ngày Quốc tế Bóng Đá và Tình Hữu Nghị. Chương trình này được hỗ trợ bởi FIFA, UEFA, LHQ, Ủy ban Olympic và Paralympic, các nguyên thủ quốc gia, chính phủ và liên đoàn bóng đá của các quốc gia, tổ chức từ thiện quốc tế, tổ chức xã hội và các câu lạc bộ bóng đá hàng đầu thế giới. Nhà tổ chức chính của chương trình là Tập đoàn Truyền thông AGT (Nga).

## Lịch sử

### Bóng đá vì tình bằng hữu năm 2013
Diễn đàn Bóng đá vì Tình hữu nghị của trẻ em quốc tế diễn ra lần đầu tiên vào ngày 25/05/2013 tại Luân Đôn. 670 trẻ em từ 8 quốc gia trên thế giới cùng tham gia đến từ Bulgari, Vương Quốc Anh, Hungary, Đức, Hy Lạp, Nga, Serbia và Slovenia. Đại diện của nước Nga gồm 11 đội bóng từ 11 thành phố khác nhau của Nga, là những thành phố sẽ tổ chức các trận đấu của FIFA World Cup năm 2018. Các đội trẻ của câu lạc bộ Zenit, Chelsea, Schalke 04, Crvena Zvezda, những người chiến thắng trong ngày hội thể thao dành cho trẻ em của Gazprom và người chiến thắng của lễ hội Fakel cũng tham gia vào diễn đàn.
Trong thời gian diễn ra diễn đàn, trẻ em trao đổi với các bạn đồng lứa từ các quốc gia khác, các cầu thủ bóng đá nổi tiếng và tham dự xem trận chung kết UEFA Champions League mùa 2012/2013 tại Sân vận động Wembley.
Kết quả của diễn đàn là một lá thư mở trong đó trẻ em rút ra được tám giá trị của chương trình: tình hữu nghị, bình đẳng, công bằng, sức khỏe, hòa bình, trung thành, chiến thắng và truyền thống. Lá thư này sau đó được gửi tới lãnh đạo của UEFA, FIFA và IOC. Vào tháng 9 năm 2013, trong buổi lễ gặp mặt với Tổng thống Nga Vladimir Putin và Vitaly Mutko, chủ tịch FIFA Sepp Blatter đã xác nhận việc nhận được lá thư và cam kết rằng ông đã sẵn sàng hỗ trợ giải Bóng đá vì Tình hữu nghị.

### Bóng đá vì tình bằng hữu năm 2014
Mùa thứ hai của Giải Bóng đá vì Tình hữu nghị được tổ chức ở Lisbon vào ngày 23-25/05/2014 và đã chứng kiến sự tham gia của hơn 450 thiếu niên từ 16 quốc gia gồm: Belarus, Bulgari, Vương Quốc Anh, Hungary, Đức, Italy, Hà Lan, Ba Lan, Bồ Đào Nha, Nga, Serbia, Slovenia, Thổ Nhĩ Kỳ, Ukraine, Pháp và Croatia. Các cầu thủ trẻ tham gia vào diễn đàn quốc tế Bóng đá vì Tình hữu nghị, một giải đấu bóng đá đường phố và dự khán trận Chung kết UEFA Champions League mùa bóng 2013/2014. Đội vô địch Giải Bóng Đá Đường Phố Quốc tế năm 2014 là đội trẻ Benfica (Bồ Đào Nha).
Kết quả mùa thứ hai của chương trình là việc bầu ra lãnh đạo của phong trào Bóng đá vì Tình hữu nghị. Đó là Felipe Suarez đến từ Bồ Đào Nha. Tháng 6 năm 2014, với vai trò lãnh đạo phong trào, ông đã ghé thăm giải bóng đá trẻ quốc tế lần thứ chín để tưởng nhớ Yuri Andreyevich Morozov.

### Bóng đá vì tình bằng hữu năm 2015
Mùa thứ ba của chương trình xã hội quốc tế Bóng đá vì Tình hữu nghị diễn ra vào tháng 6 năm 2015 tại Berlin. Các cầu thủ trẻ tới từ lục địa Châu Á - các đội bóng trẻ em từ Nhật Bản, Trung Quốc và Kazakhstan - lần đầu tiên tham dự vào chương trình này. Tổng cộng có 24 câu lạc bộ bóng đá trẻ từ 24 quốc gia tham dự vào chương trình mùa thứ ba này.
Các cầu thủ trẻ trao đổi với các bạn đồng lứa từ các quốc gia khác và với các ngôi sao bóng đá thế giới, bao gồm đại sứ toàn cầu của chương trình, Franz Beckenbauer, đồng thời tham gia vào giải bóng đá quốc tế đường phố giữa các đội trẻ. Đội vô địch trong cuộc thi Bóng đá đường phố quốc tế vào năm 2015 là đội trẻ Rapid (Áo).
Các sự kiện của mùa bóng thứ ba của chương trình Giải bóng đá vì Tình hữu nghị có sự theo dõi bởi khoảng 200 nhà báo đến từ các ấn phẩm hàng đầu thế giới, cũng như 24 phóng viên trẻ tuổi từ Châu Âu và Châu Á, họ là thành viên của Trung tâm Báo chí Trẻ em Quốc tế.
Điểm nổi bật của năm 2015 chính là lễ trao giải Cúp Nine Values (Chín Giá Trị) được trao cho câu lạc bộ bóng đá Barcelona (Tây Ban Nha). Đội chiến thắng đã được chọn bởi trẻ em, vào đêm trước của Diễn đàn, đã tham gia bỏ phiếu toàn cầu được tổ chức tại 24 quốc gia tham gia.
Vào cuối buổi Diễn đàn, Tất cả thành viên tham dự xem trận Chung kết UEFA Champions League mùa bóng 2014/2015 tại Sân vận động Olympic, Berlin.

### Bóng đá vì tình bằng hữu năm 2016
Việc khởi đầu cho Chương trình xã hội về Giải bóng đá vì Tình hữu nghị của trẻ em quốc tế vào năm 2016 được đưa ra như là một phần của một cuộc họp báo trực tuyến Hangout, được tổ chức vào ngày 24 tháng 3 ở Munich với sự tham gia của đại sứ toàn cầu của chương trình, Franz Beckenbauer.
Trong mùa thứ tư của chương trình, 8 đội tuyển trẻ mới đến từ Azerbaijan, Algeria, Armenia, Argentina, Brazil, Việt Nam, Kyrgyzstan và Syria cũng tham gia, nâng tổng số các nước tham gia đến con số 32.
Vào ngày 5 tháng 4 năm 2016, giải thưởng Cúp Nine Values bắt đầu cũng là lúc bắt đầu bỏ phiếu cho danh hiệu duy nhất này. Những người hâm mộ từ khắp nơi trên thế giới đã tham gia vào việc bầu chọn cho người chiến thắng, nhưng quyết định cuối cùng lại được thực hiện bằng cách bỏ phiếu bởi các cầu thủ của chương trình Giải bóng đá vì Tình hữu nghị. Đội giành Cúp vô địch là câu lạc bộ bóng đá Bayern (Munich). Các cầu thủ của Giải bóng đá vì Tình hữu nghị được ghi nhận các hoạt động của câu lạc bộ nhằm hỗ trợ trẻ em có nhu cầu đặc biệt, cũng như các sáng kiến để điều trị cho trẻ em ở các quốc gia khác nhau và giúp đỡ những người có nhu cầu.
Diễn đàn Giải bóng đá vì Tình hữu nghị của trẻ em quốc tế lần thứ tư và trận chung kết của giải trẻ quốc tế dành cho trẻ em đường phố diễn vào ngày 27 và 28 tháng 5 năm 2016 tại Milan. Đội chiến thắng trong giải đấu là đội Maribor đến từ Slovenia. Cuối diễn đàn, các cầu thủ đều tuân theo truyền thống tham dự xem trận chung kết UEFA Champions League. Các sự kiện của Diễn đàn được theo dõi bởi hơn 200 nhà báo từ các phương tiện truyền thông hàng đầu thế giới, cũng như Trung tâm Báo chí Quốc tế Trẻ em, bao gồm các nhà báo trẻ từ các nước tham gia.
Các cầu thủ trẻ tuổi từ câu lạc bộ Syria Al-Wahda đã tham gia vào mùa bóng thứ tư của Giải bóng đá vì Tình hữu nghị, đây vốn là điều chưa từng xảy ra. Sự tham gia của đội Syria trong số những đội cầu thủ của chương trình, và chuyến thăm của các trẻ em Syria tới các sự kiện ở Milan là một bước quan trọng để vượt qua sự cô lập quyền nhân đạo của quốc gia đó. Ban biên tập thể thao Ả rập của kênh truyền hình quốc tế Nước Nga Ngày Nay, với sự hỗ trợ của Liên đoàn bóng đá Syria, đã quay một bộ phim tài liệu "Ba ngày không có chiến tranh" về những đứa trẻ tham gia dự án. Vào ngày 14 tháng 9 năm 2016, hơn 7.000 người đã ghé thăm buổi chiếu ra mắt bộ phim ở Damascus.

### Bóng đá vì tình bằng hữu năm 2017
Địa điểm diễn ra dự án xã hội Giải bóng đá vì Tình hữu nghị dành cho trẻ em quốc tế năm 2017 là ở St. Petersburg (Nga), và các sự kiện cuối cùng được tổ chức ở đây từ ngày 26 tháng 6 đến ngày 3 tháng 7.
Năm 2017, số nước tham gia tăng từ 32 lên 64 nước. Lần đầu tiên, chương trình Giải bóng đá vì Tình hữu nghị có sự tham dự của các cầu thủ trẻ đến từ Mexico và Hoa Kỳ. Như vậy, dự án đã quy tụ các cầu thủ trẻ của bốn châu lục - Châu Phi, Âu Á, Bắc Mỹ và Nam Mỹ.
Trong mùa thứ năm chương trình đã được thực hiện theo một ý tưởng mới: một cầu thủ trẻ tuổi được chọn để đại diện cho chính quốc gia đó. Các cầu thủ tập hợp trong tám Đội Hữu nghị Quốc tế, gồm các em trai và em gái ở độ tuổi 12, bao gồm cả những người khuyết tật.
Trong quá trình rút thăm mở, thành phần của các đội quốc gia và vị trí trò chơi đại diện của các nước tham gia đều đã được xác định. Lễ bốc thăm được diễn ra ở chế độ hội nghị Internet. Đứng đầu của tám Đội Hữu Nghị là các huấn luyện viên trẻ: Rene Lampert (Slovenia), Stefan Maksimovich (Serbia), Brandon Shabani (Anh), Charlie Sui (Trung Quốc), Anatoly Chentuloyev (Nga), Bogdan Krolevetsky (Nga), Anton Ivanov (Nga), Emma Henschen (Hà Lan). Liliya Matsumoto (Nhật Bản), đại diện của Trung tâm Báo chí Quốc tế Giải bóng đá vì Tình hữu nghị, cũng tham gia vào lễ bốc thăm.
Đội vô địch của World Cup giải bóng đá vì Tình hữu nghị năm 2017 là đội "màu da cam", bao gồm một huấn luyện viên trẻ và các cầu thủ trẻ từ chín quốc gia: (Algeria), Rene Lampert (Slovenia), Hong Jun Marvin Tue (Singapore), Paul Puig I Montana (Tây Ban Nha), Gabriel Mendoza (Bolivia), Ravan Kazimov (Azerbaijan), Khrisimir Stanimirov Stanchev (Bulgaria), Ivan Agustin Casco (Cộng Hòa Séc), Hamzah Yusuf Nuri Alhavvat (Libya).
Diễn đàn Giải bóng đá vì Tình hữu nghị dành cho trẻ em quốc tế có sự tham dự của Viktor Zubkov (Chủ tịch hội đồng quản trị của PJSC Gazprom), Fatma Samura (Tổng thư ký FIFA), Philippe Le Flock (giám đốc thương mại chung của FIFA), Giulio Baptista (Cầu thủ Bóng đá Brazil), Ivan Zamorano (tiền đạo người Chile), Alexander Kerzhakov (cầu thủ bóng đá Nga) và các khách mời khác, những người kêu gọi quảng bá các giá trị cốt lõi của con người trong thế hệ trẻ.
Năm 2017, dự án đã thu hút được hơn 600.000 người, và hơn 1.000 trẻ em và người lớn từ 64 quốc gia đã tham dự các sự kiện cuối cùng tại St. Petersburg.

### Bóng đá vì tình bằng hữu năm 2018
Năm 2018, mùa thứ sáu của chương trình "Giải bóng đá vì Tình hữu nghị" được quyết định đã được tổ chức từ ngày 15 tháng 2 đến ngày 15 tháng 6. Các sự kiện chung kết đã diễn ra tại Moscow vào đêm trước World Cup FIFA 2018.Những người tham gia chương trình bao gồm các cầu thủ bóng đá trẻ và các nhà báo đại diện cho 211 quốc gia và khu vực trên thế giới. Khởi đầu chính thức của chương trình năm 2018 được diễn ra bằng lễ bốc thăm của "Giải bóng đá vì Tình hữu nghị" trực tiệp, và theo kết quả bốc thăm, 32 đội tuyển bóng đá quốc tế - các nhóm Hữu nghị - đã được hình thành.
Cũng trong chương trình bảo vệ môi trườngnăm 2018, vào ngày 30 tháng 5, hành động quốc tế Happy Buzz Day đã được phát động, kêu gọi cộng đồng thế giới hỗ trợ các tổ chức giải cứu các loài động vật quý hiếm. Các công viên và khu bảo tồn quốc gia của Nga, Hoa Kỳ, Nepal và Vương quốc Anh đã tham gia hành động này.
Ngoài ra, trong sự kiện chung kết của chương trình "Bóng đá vì tình bằng hữu"đã diễn ra tại Moscow, những người tham gia đã di chuyển bằng xe buýt chạy bằng khí đốt tự nhiên.
Các quốc gia và khu vực tham gia chương trình "Bóng đá vì tình bằng hữu" năm 2018:
1.	Liên bang Úc
2.	Cộng hòa Áo
3.	Cộng hòa Azerbaijan
4.	Cộng hòa Dân chủ Nhân dân Algérie
5.	Quần đảo Virgin thuộc Hoa Kỳ
6.	Samoa thuộc Hoa Kỳ
7.	Anguilla
8.	Antigua và Barbuda
9.	Cộng hòa Ả rập Ai Cập
10.	Cộng hòa Argentina
11.	Aruba
12.	Barbados
13.	Belize
14.	Quần đảo Bermuda
15.	Cộng hòa Bolivar Venezuela
16.	Bosna và Hercegovina
17.	Quần đảo Virgin thuộc Anh
18.	Burkina Faso
19.	Đại công quốc Luxembourg
20.	Cộng hòa Hungary
21.	Cộng hòa Đông Uruguay
22.	Cộng hòa Gabon
23.	Cộng hòa Guinea
24.	Gibraltar
25.	Vương quốc Brunei
26.	Nhà nước Israel
27.	Bang Qatar
28.	Bang Kuwait
29.	Bang Libya
30.	Nhà nước Palestine
31.	Grenada
32.	Cộng hòa Hellenic
33.	Georgia
34.	Cộng hòa Dân chủ Timor-Leste
35.	Cộng hòa Dân chủ Congo
36.	Cộng hòa Dân chủ São Tomé và Príncipe
37.	Cộng hòa Xã hội Chủ nghĩa Dân chủ Sri Lanka
38.	Cộng hòa Dominica
39.	 Vương quốc Hashemite thuộc Jordan
40.	Cộng hòa Hồi giáo Afghanistan
41.	Cộng hòa Hồi giáo Iran
42.	Cộng hòa Hồi giáo Mauritania
43.	Nước Ý
44.	Cộng hòa Yemen
45.	Quần đảo Cayman
46.	Canada
47.	Cộng hòa nhân dân Trung Hoa
48.	Đài Loan
49.	Công quốc Andorra
50.	Công quốc Liechtenstein
51.	Cộng hòa Guyana
52.	Cộng Hòa Dân Chủ Nhân Dân Triều Tiên
53.	Vương quốc Bahrain
54.	Vương quốc Bỉ
55.	Vương quốc Bhutan
56.	Vương quốc Đan Mạch
57.	Vương quốc Tây Ban Nha
58.	Vương quốc Campuchia
59.	Vương quốc Lesotho
60.	Vương quốc Morocco
61.	Vương quốc Hà Lan
62.	Vương quốc Na Uy
63.	Vương Quốc Ả Rập
64.	Vương quốc Swaziland
65.	Vương quốc Thái Lan
66.	Vương quốc Tonga
67.	Vương quốc Thụy Điển
68.	Cộng hòa Kyrgyz
69.	Curaçao
70.	Cộng hòa Dân chủ nhân dân Lào
71.	Cộng hòa Latvia
72.	Nước Li băng
73.	Cộng hòa Lithuania
74.	Malaysia
75.	Cộng hòa Maldives
76.	Hoa Kỳ Mêhicô
77.	Tiểu bang đa dạng của Bolivia
78.	Mông Cổ
79.	Montserrat
80.	Cộng hòa Nhân dân Bangladesh
81.	Nhà nước độc lập của Papua New Guinea
82.	Nhà nước độc lập Samoa
83.	New Zealand
84.	New Caledonia
85.	Cộng hòa thống nhất Tanzania
86.	Các Tiểu Vương Quốc Ả Rập Thống Nhất
87.	Quần đảo Cook
88.	Quần đảo Turks và Caicos
89.	Cộng hòa Albania
90.	Cộng hòa Angola
91.	Cộng hòa Armenia
92.	Cộng Hòa Belarus
93.	Cộng hòa Benin
94.	Cộng hòa Bulgaria
95.	Cộng hòa Botswana
96.	Cộng hòa Burundi
97.	Cộng hòa Vanuatu
98.	Cộng hòa Haiti
99.	Cộng hòa Gambia
100.	Cộng hòa Ghana
101.	Cộng hòa Guatemala
102.	Cộng hòa Guinea-Bissau
103.	Cộng hòa Honduras
104.	Cộng hòa Djibouti
105.	Cộng hòa Zambia
106.	Cộng hòa Zimbabwe
107.	Cộng hòa Ấn Độ
108.	Cộng hòa Indonesia
109.	Cộng hòa Iraq
110.	Cộng hòa Ireland
111.	Cộng hòa Iceland
112.	Cộng hòa Kazakhstan
113.	Cộng hòa Kenya
114.	Cộng hòa Cyprus
115.	Cộng hòa Colombia
116.	Cộng hòa Congo
117.	Hàn Quốc
118.	Cộng hòa Kosovo
119.	Cộng hòa Costa Rica
120.	Cộng hòa Bờ Biển Ngà
121.	Cộng hòa Cuba
122.	Cộng hòa Liberia
123.	Cộng hòa Mauritius
124.	Cộng hòa Madagascar
125.	Cộng hòa Macedonia
126.	Cộng hòa Malawi
127.	Cộng hòa Mali
128.	Cộng hòa Malta
129.	Cộng hòa Mozambique
130.	Cộng hòa Moldova
131.	Cộng hòa Namibia
132.	Cộng hòa Niger
133.	Cộng hòa Nicaragua
134.	Cộng hòa Cape Verde
135.	Cộng hòa Hồi giáo Pakistan
136.	Cộng hòa Panama
137.	Cộng hòa Paraguay
138.	Cộng hòa Peru
139.	Cộng hòa Ba Lan
140.	Cộng Hòa Bồ Đào Nha
141.	Cộng hòa Rwanda
142.	Cộng hòa San Marino
143.	Cộng hòa Seychelles
144.	Cộng hòa Senegal
145.	Cộng hòa Serbia
146.	Cộng hòa singapore
147.	Cộng hòa Slovenia
148.	Cộng hòa Liên bang Myanmar
149.	Cộng hòa Sudan
150.	Cộng hòa Suriname
151.	Cộng hòa Sierra Leone
152.	Cộng hòa Tajikistan
153.	Cộng hòa Trinidad và Tobago
154.	Cộng hòa Turkmenistan
155.	Cộng hòa Uganda
156.	Cộng hòa Uzbekistan
157.	Cộng hòa Fiji
158.	Cộng Hòa Philippines
159.	Cộng hòa Croatia
160.	Cộng hòa Chad
161.	Cộng hòa Montenegro
162.	Cộng hòa Chile
163.	Cộng hòa Ecuador
164.	Cộng hòa Guinea Xích đạo
165.	Cộng hòa El Salvador
166.	Cộng hòa Nam Sudan
167.	Cộng hòa Cameroon
168.	Liên bang Nga
169.	Romania
170.	Khu hành chính Đặc biệt Hồng Kông của Cộng hòa Nhân dân Trung Hoa
171.	Nhà nước Liên bang Tự do Puerto Rico
172.	Bắc Ireland
173.	Saint Vincent và Grenadines
174.	Saint Lucia
175.	Cộng Hòa Arab Syrian
176.	Cộng hòa Slovakia
177.	Khối thịnh vượng Bahamas
178.	Cộng đồng Dominica
179.	Vương quốc Anh và Bắc Ailen
180.	Hiệp Chúng Quốc Hoa Kỳ
181.	Quần đảo Solomon
182.	Cộng Hòa Xã Hội Chủ nghĩa Việt Nam
183.	Liên hiệp các Comoros
184.	Khu vực hành chính đặc biệt Macao của Cộng hòa Nhân dân Trung Hoa
185.	Sultanate thuộc Oman
186.	Tahiti
187.	Lãnh thổ của Guam
188.	Cộng hòa Togolese
189.	Cộng hòa Tunisia
190.	Cộng hòa Thổ Nhĩ Kỳ
191.	Ukraina
192.	Xứ Wales
193.	Quần đảo Faroe
194.	Cộng hòa Dân chủ Liên bang Nepal
195.	Cộng hòa dân chủ Liên bang Ethiopia
196.	Cộng hòa Liên bang Braxin
197.	Cộng hòa Liên bang Đức
198.	Cộng hòa Liên bang Nigeria
199.	Cộng hòa liên bang Somalia
200.	Liên đoàn Saint Kitts và Nevis
201.	Cộng hòa Phần Lan
202.	Cộng Hòa Pháp
203.	Cộng hòa Trung Phi
204.	Cộng hòa Séc
205.	Liên minh Thụy Sĩ
206.	Scotland
207.	Eritrea
208.	Cộng hòa Estonia
209.	Cộng Hòa Nam Phi
210.	Jamaica
211.	Nhật Bản
32 đội hữu nghị quốc tế đã tham dự Giải bóng đá quốc tế"Bóng đá vì tình bằng hữu"năm 2018. Lần đầu tiên trong lịch sử của dự án, trận đấu chung kết được bình luận bởi Jazn Taha, nhà bình luận trẻ từ Syria, và trận đấu được đánh giá bởi trọng tài trẻ đến từ Nga Bogdan Batalin.
Đội chiến thắng Giải bóng đá quốc tế"Bóng đá vì tình bằng hữu" năm 2018 là đội Tinh tinh, bao gồm các cầu thủ bóng đá trẻ từ Dominica, Saint Kitts và Nevis, Malawi, Colombia, Benin và Cộng hòa Dân chủ Congo. Huấn luyện viên trẻ đến từ Saransk Vladislav Polyakov đã huấn luyện đội này.
Sự kiện cuối cùng của mùa thứ sáu của chương trình là Diễn đàn Bóng đá vì tình bằng hữucho trẻ em, được tổ chức vào ngày 13 tháng 6 tại Trung tâm Hải dương học và Sinh học biển "Moskvarrium". Ông Viktor Zubkov (Chủ tịch Hội đồng quản trị của PJSC Gazprom), bà Olga Golodets (Phó Chủ tịch Chính phủ Liên bang Nga), Iker Casillas (cầu thủ bóng đá Tây Ban Nha, cựu đội trưởng đội tuyển quốc gia), Alexander Kerzhakov (huấn luyện viên bóng đá Nga, huấn luyện viên đội tuyển đá bóng thanh niên của Nga) cũng như đại diện của 54 đại sứ quán từ khắp nơi trên thế giới và các vị khách khác.
Các cầu thủ bóng đá trẻ hay nhất mùa thứ sáu đã được trao giải tại Diễn đàn: Deo Kalenga Mwenze từ Cộng hòa Dân chủ Congo (tiền đạo hay nhất), Yamiru Oura từ Benin (tiền vệ hay nhất), Ivan Volynkin từ Wales (thủ môn hay nhất) và Gustavo Sintra Rocha từ Brazil (MVP).
Nhà báo trẻ xuất sắc nhất của chương trình "Bóng đá vì tình bằng hữu" năm 2018 là Sheikali Asension từ Aruba. Cô gái duy trì một blog, kêu gọi thanh niên Châu Đại Dương nhận thức về môi trường.
Diễn đàn đã tổ chức buổi giới thiệu cuốn sách và buổi ký tặng của người tham gia mùa trước từ Ấn Độ, Anagna Campuchia. Sau khi hoàn thành mùa thứ năm của chương trình "Bóng đá vì tình bằng hữu"năm 2017, Ananya đã viết một cuốn sách "Hành trình của tôi từ Mohali đến St. Petersburg" ("My journey from Mohali to St. Petersburg")leo về kinh nghiệm tham gia với tư cách là một nhà báo trẻ. Ở đó, cô kể về Chín giá trị của chương trình, mà sẽ giúp thay đổi thế giới tốt đẹp hơn.
Vào ngày 14 tháng 6, sau khi hoàn thành Diễn đàn thiếu nhi"Bóng đá vì tình bằng hữu", các cầu thủ và nhà báo trẻ đã tham gia lễ khai mạc FIFA World Cup 2018 tại Nga. Tại sân vận động "Luzhniki", các em đã long trọng giương cờ của tất cả 211 quốc gia và khu vực tham gia chương trình năm nay. Sau đó, những người tham gia trẻ của "Bóng đá vì tình bằng hữu"đã theo dõi trận đấu khai mạc giữa các đội tuyển quốc gia Nga và Ả Rập Xê Út.
Tổng thống Nga Vladimir Putin đã mời Albert Zinnatov, đại sứ trẻ của "Bóng đá vì tình bằng hữu"từ Nga, đến phòng xem bóng đá  của ông để theo dõi trận đấu khai mạc. Ở đó, chàng trai trẻ đã nói chuyện với Roberto Carlos, nhà vô địch World Cup từ Brazil và với cầu thủ bóng đá Tây Ban Nha Iker Casillas.
Hơn 1.500 trẻ em và thanh thiếu niên từ 211 quốc gia và các khu vực khác đã tham gia vào các sự kiện cuối cùng ở Moscow. Tổng cộng, mùa giải thứ sáu đã được tổ chức hơn 180 sự kiện ở các vùng khác nhau của thế giới, được sự tham dự của hơn 240 nghìn trẻ em.
Năm 2018, dự án được chính quyền hỗ trợ. Olga Golodets, Phó Thủ tướng Chính phủ Liên bang Nga, đã đọc lời chào mừng của Tổng thống Nga Vladimir Putin tới những người đã tham gia và khách mời của Diễn đàn Trẻ em Quốc tế.
Chủ tịch Chính phủ Liên bang Nga, Dmitry Medvedev, đã gửi một bức điện chào mừng tới những người tham gia và khách mời của Diễn đàn thiếu nhi"Bóng đá vì tình bằng hữu" lần thứ sáu.
Trong cuộc họp ngắn ngày 23 tháng 5, đại diện chính thức của Bộ Ngoại giao Nga, Maria Zakharova, lưu ý rằng ngày nay, chương trình "Bóng đá vì tình bằng hữu"được cộng đồng thế giới coi là một thành phần nhân đạo quan trọng của chính sách xã hội quốc tế của Nga.
Theo truyền thống FIFAđã ủng hộ chương trình "Bóng đá vì tình bằng hữu". Tổ chức này lưu ý rằng tổng số người tham gia và khách mời của các sự kiện cuối cùng ở Moscow đã đạt 5.000 người.

### Bóng đá vì tình bằng hữu năm 2019
Buổi khai mạc mùa thứ bảy của chương trình xã hội quốc tế "Bóng đá cho tình bạn" đã diễn ra ngày 18 tháng 3 năm 2019, các sự kiện bế mạc chương trình đã diễn ra tại Madrid từ ngày 28 tháng 5 đến ngày 2 tháng 6.
Ngày Bóng đá và Tình bạn quốc tế 25 tháng 4 đã được kỷ niệm tại hơn 50 quốc gia Châu Âu, Châu Á, Châu Phi, Bắc và Nam Mỹ. Hiệp hội Bóng đá Liên bang Nga (HHBĐLBN) cũng đã tham gia kỷ niệm ngày này.
Ngày 30 tháng 5 forum quốc tế trong khuôn khổ chương trình xã hội dành cho trẻ em được tổ chức bởi công ty "PAO "Gazprom"" "Bóng đá cho tình bạn" 2019 đã diễn ra tại Madrid. Forum đã gắn kết các chuyên gia đến từ khắp thế giới – các huấn luyện viên bóng đá, bác sĩ trợ giúp cho các đội bóng nhí, các ngôi sao, nhà báo đến từ các cơ quan thông tấn quốc tế hàng đầu, đại diện của các học viện và hiệp hội bóng đá.
Ngày 31 tháng 5 trận tập bóng đa sắc tộc nhất thế giới đã diễn ra tại Madrid. Dựa trên kết quả trận tập bóng, "Bóng đá cho tình bạn" đã được trao chứng chỉ GUINNESS WORLD RECORDS®.
Trong mùa thứ bảy, 32 nhà báo nhí đến từ Châu Âu, Châu Phi, Châu Á, Bắc và Nam Mỹ đã cùng hình thành đội ngũ Trung tâm báo chí quốc tế dành cho trẻ em trong khuôn khổ chương trình "Bóng đá cho tình bạn", truyền tải thông tin về các sự kiện bế mạc chương trình và tham gia chuẩn bị tư liệu thông tin cùng các cơ quan thông tấn quốc tế và quốc gia.
Các thành viên của mùa bảy đã trao Cúp "Chín Giá trị" (giải thưởng của chương trình xã hội quốc tế dành cho trẻ "Bóng đá cho tình bạn") cho FC Liverpool, CLB bóng đá hoàn thành trách nhiệm xã hội xuất sắc nhất.
Ngày 1 tháng 6 trên sân bóng UEFA Pitch tại Madrid đã diễn ra sự kiện quan trọng nhất mùa bảy - trận chung kết Giải vô địch thế giới "Bóng đá cho tình bạn". Trong trận chung kết, đội tuyển Antiguan Racer đã thi đấu với đội Tasmanian Devil với tỷ số 1:1 cho thời gian thi đấu chính và chiến thắng trong vòng đá luân lưu để giành phần thưởng chính của chương trình.

### Bóng đá vì tình bằng hữu năm 2020
Năm 2020, các sự kiện bế mạc mùa tám "Bóng đá cho tình bạn" đã được tổ chức online trên một nền tảng kỹ thuật số từ ngày 27 tháng 11 đến ngày 9 tháng 12 năm 2020. Hơn 10000 thành viên từ hơn 100 quốc gia trên thế giới đã tham gia các sự kiện chính.
Chương trình mô phỏng bóng đá online đa người dùng Football for Friendship World đã được phát triển trong mùa tám và trở thành cơ sở tổ chức Giải Vô địch thế giới "Bóng đá cho tình bạn" online 2020. Người chơi trên khắp thế giới có thể tải xuống chương trình trò chơi này từ ngày 10 tháng 12 năm 2020 – Ngày Bóng đá quốc tế. Người dùng đã có cơ hội tham gia các trận bóng theo luật "Bóng đá cho tình bạn", kết hợp thành các đội tuyển bóng đá đa sắc tộc. Trò chơi đa người dùng được xây dựng trên cơ sở những giá trị quan trọng nhất của chương trình như tình bạn, hòa bình và sự bình đẳng.
Ngày 27 tháng 11 sự kiện bốc thăm chia đội công khai cho Giải Vô địch thế giới "Bóng đá cho tình bạn" online 2020 đã được tổ chức 
Từ ngày 28 tháng 11 đến ngày 6 tháng 12 đã diễn ra hội trại tình bạn quốc tế online với các chương trình giáo dục từ thiện và thể thao dành cho trẻ em 
Từ ngày 30 tháng 11 đến ngày 4 tháng 12 đã diễn ra các phiên làm việc của forum quốc tế online "Bóng đá cho tình bạn". Tại đó đã có các dự án trong lĩnh vực phát triển thể thao trẻ em được trình bày. Сác bài trình bày tranh giải "Bóng đá cho tình bạn" quốc tế đã được đánh giá bởi ban giám khảo chuyên môn
Ngày 7-8 tháng 12 đã diễn ra Giải Vô địch thế giới "Bóng đá cho tình bạn" online. Năm nay giải vô địch đã được tổ chức online trên nền tảng kỹ thuật số được phát triển riêng cho mục đích này, chương trình mô phỏng bóng đá online đa người dùng Football for Friendship World.
Ngày 9 tháng 12 đã diễn ra trận đại chung kết "Bóng đá cho tình bạn"
Nhân dịp 75 năm LHQ, một loạt webinar dành cho trẻ em đến từ các quốc gia khác nhau đã được tổ chức trong thời gian diễn ra mùa tám của chương trình.
Trong thời gian diễn ra mùa tám của chương trình, show hàng ngày "Nơi nào có tôi, nơi đó là sân bóng" đã được khai mạc với sự tham gia của các freestyler bóng đá đến từ khắp thế giới. Trong mỗi tập, các freestyler đã dạy các đại sứ nhí của chương trình cách thực hiện các thủ thuật bóng đá và công bố các cuộc thi tranh giải người tái hiện thủ thuật tốt nhất ở cuối mỗi tập. Show đã được bế mạc với một master class quốc tế online, giúp chương trình "Bóng đá cho tình bạn" xác lập kỷ lục thế giới Guinness lần thứ hai, cho số lượng thành viên tham gia lớn nhất (ngày 6 tháng 12 năm 2020).
Biên tập tin tức tích cực – show hàng tuần được tổ chức bởi các nhà báo nhí của "Bóng đá cho tình bạn" và trở thành nơi các em nhỏ chia sẻ với khán giả các tin tức tích cực từ khắp thế giới.

## Giải vô địch Thế giới Bóng đá vì Tình hữu nghị
Giải bóng đá dành cho trẻ em quốc tế được tổ chức trong khuôn khổ của chương trình Giải bóng đá vì Tình hữu nghị. Các đội tham gia giải vô địch - Các đội Hữu nghị - được hình thành trong thời gian diễn ra lễ bốc thăm mở. Các đội được tổ chức theo nguyên tắc Giải bóng đá vì Tình hữu nghị: các vận động viên có quốc tịch, giới tính và khả năng thể chất khác nhau chơi trong cùng một đội.

## Diễn đàn Giải bóng đá vì Tình hữu nghị dành cho trẻ em quốc tế
Tại diễn đàn Giải bóng đá vì Tình hữu nghị cho trẻ em quốc tế hàng năm, những cầu thủ trẻ của dự án cùng với người lớn thảo luận về việc thúc đẩy và phát triển các giá trị của chương trình trên khắp thế giới. Trong suốt quá trình diễn ra diễn đàn, các cầu thủ trẻ gặp gỡ và trò chuyện với các bạn đồng lứa từ các nước khác, các cầu thủ nổi tiếng, nhà báo và các nhân vật nổi tiếng công chúng, và họ cũng trở thành các đại sứ trẻ, những người trong tương lai sẽ tiếp tục tự mình phát huy các giá trị phổ quát trong số các bạn đồng trang lứa của mình.

## Trung tâm Báo chí Trẻ em Quốc tế
Nét đặc biệt của chương trình Giải bóng đá vì Tình hữu nghị chính là ở bản thân Trung tâm Báo chí Trẻ em Quốc tế của chương trình. Nó được tổ chức lần đầu tiên theo chương trình Giải bóng đá vì Tình hữu nghị vào năm 2014. Các nhà báo trẻ trong trung tâm báo chí phụ trách các sự kiện của chương trình ở tại nước họ: họ chuẩn bị tin cho các phương tiện truyền thông thể thao trong nước và quốc tế, tham gia vào việc tạo ra các tài liệu cho kênh Giải bóng đá vì Tình hữu nghị, đài phát thanh chính thức của chương trình. Trung tâm Báo chí Trẻ em Quốc tế đã tập hợp những người chiến thắng trong các cuộc thi quốc gia về Nhà báo Thanh niên xuất sắc nhất, các blogger, nhiếp ảnh gia và nhà văn trẻ. Các nhà báo trẻ tuổi từ trung tâm báo chí trình bày quan điểm của họ từ trong chương trình, áp dụng mô hình "trẻ em về trẻ em".

## Ngày quốc tế về Bóng đá và Tình hữu nghị
Trong chương trình Giải bóng đá vì Tình hữu nghị, ngày Quốc tế Bóng đá và Hữu nghị được kỷ niệm vào ngày 25 tháng 4. Ngày lễ này được kỷ niệm lần đầu tiên vào năm 2014 tại 16 quốc gia. Vào ngày này, các trận đấu giao hữu, nhảy flash mobs, marathon vô tuyến, các lớp học chính, chương trình truyền hình, các buổi huấn luyện mở, v.v. đã diễn ra. Có hơn 50.000 người tham gia lễ kỷ niệm.
Năm 2015, Ngày Bóng đá và Hữu nghị được kỷ niệm ở 24 quốc gia. Trong suốt lễ hội đã diễn ra các trận bóng đá giao hữu và các sự kiện khác. Tại Đức, các cầu thủ bóng đá của đội Schalke 04 đã tổ chức một phiên huấn luyện mở, Serbia tổ chức một chương trình truyền hình, Ukraine - một trận đấu giữa đội trẻ của Volyn FC và trẻ em đăng ký tại trung tâm thành phố Lutsk - dịch vụ xã hội cho gia đình, trẻ em và thanh niên.
Tại Nga, Ngày Bóng đá và Tình hữu nghị được kỷ niệm vào ngày 25 tháng 4 tại 11 thành phố. Các trận đấu bóng đá giao hữu được tổ chức tại Vladivostok, Novosibirsk, Yekaterinburg, Krasnoyarsk, Barnaul, St Petersburg và Saransk để gợi nhớ lại các giá trị cốt lõi của chương trình. Tại Krasnoyarsk, Sochi và Rostov-on-Don, sự kiện tiếp nối tình hữu nghị đã được tổ chức với sự tham gia của những người cầm đuốc từ Lễ rước đuốc Olympic 2014. Tại Moscow, với sự hỗ trợ của Liên đoàn Thể thao Người khiếm thị, một Giải đấu Cơ hội Bình đẳng đã được tổ chức. Vào ngày 5 tháng 5, Ngày Bóng đá và Hữu nghị được kỷ niệm ở Nizhny Novgorod và Kazan.
Năm 2016, Ngày Bóng đá và Hữu nghị được kỷ niệm ở 32 quốc gia. Ở Nga, sự kiện được kỷ niệm ở 9 thành phố: Moscow, St Petersburg, Novosibirsk, Barnaul, Birobidzhan, Irkutsk, Krasnodar, Nizhny Novgorod và Rostov-on-Don. Nizhny Novgorod đã tổ chức trận đấu giao hữu với các cầu thủ trẻ từ Volga FC, và các cầu thủ trưởng thành từ câu lạc bộ đã tiến hành khởi động và tập luyện cho trẻ em. Trong một trận giao hữu ở Novosibirsk, trẻ em khuyết tật - nhóm Yermak- Sibir thuộc khu vực Novosibirsk đã tham gia.
Năm 2017, Ngày Bóng đá và Hữu nghị được tổ chức ở 64 quốc gia. Các cầu thủ nổi tiếng, bao gồm cả hậu vệ Serbia Branislav Ivanovich, và tiền đạo người Hà Lan Dirk Kuyt, đã tham gia các sự kiện trên khắp thế giới. Ở Hy Lạp, sự kiện này có sự tham dự của Theodoras Zagorakis, người đoạt chức vô địch bóng đá châu Âu 2004 với đội tuyển quốc gia của anh. Tại Nga, Zenit FC đã tổ chức một buổi tập đặc biệt cho Zakhar Badyuk, Đại sứ trẻ của chương trình Giải bóng đá vì Tình hữu nghị năm 2017. Trong quá trình huấn luyện, thủ môn Yury Lodygin của Zenit FC đánh giá cao khả năng của Zakhar và chia sẻ bí mật về thủ môn với anh ta.

## Chín giá trị của "Bóng đá vì tình bằng hữu"
Trong Diễn đàn trẻ em quốc tế đầu tiên, được tổ chức vào ngày 25 tháng 5 năm 2013, các Đại sứ trẻ từ Vương quốc Anh, Đức, Slovenia, Hungary, Serbia, Bulgaria, Hy Lạp và Nga đã hình thành tám giá trị đầu tiên của chương trình –tình bạn, bình đẳng, công bằng, sức khỏe, hòa bình, chiến thắng và truyền thống – và trình bày chúng trong một bức thư. Bức thư đã được gửi đến những người đứng đầu các tổ chức thể thao quốc tế: Liên đoàn bóng đá quốc tế (FIFA), Liên đoàn các hiệp hội bóng đá châu Âu (UEFA) và Ủy ban Olympic quốc tế. Vào tháng 9 năm 2013, Joseph Blatter, trong một cuộc họp với Vladimir Putin và Vitaly Mutko, đã xác nhận rằng ông đã nhận được bức thư và tuyên bố rằng ông đã sẵn sàng hỗ trợ "Bóng đá vì tình bằng hữu".
Vào năm 2015, những người tham gia từ Trung Quốc, Nhật Bản và Kazakhstan đã tham gia chương trình "Bóng đá vì tình bằng hữu"và đề nghị thêm giá trị thứ chín –đó là danh dự.

## Cúp Nine Values (Chín Giá Trị)
Cúp Nine Values (Chín Giá Trị) là giải thưởng của Chương trình xã hội Giải bóng đá vì Tình hữu nghị dành cho trẻ em quốc tế. Mỗi năm Cúp được trao với cam kết lớn nhất về các giá trị của dự án: tình bạn, bình đẳng, công lý, y tế, hòa bình, trung thành, chiến thắng, truyền thống và danh dự. Người hâm mộ từ khắp nơi trên thế giới tham gia chọn đội vô địch, nhưng quyết định cuối cùng được quyết định bằng cách bỏ phiếu bởi những cầu thủ của dự án Giải bóng đá vì Tình hữu nghị. Các câu lạc bộ bóng đá là chủ sở hữu của Cúp Nine Values (Chín Giá Trị): Barcelona (2015), Bayern Munich (2016), Al Wahda (Special Prize), Real Madrid (2017).

## Vòng tay hữu nghị
Tất cả các hoạt động của chương trình Giải bóng đá vì Tình hữu nghị bắt đầu với việc trao đổi Vòng tay hữu nghị, một biểu tượng của sự bình đẳng và một lối sống lành mạnh. Vòng đeo tay bao gồm hai sợi xanh và xanh lá cây, và nó có thể được đeo bởi bất cứ ai chia sẻ các giá trị của chương trình.
Theo Franz Beckenbauer
"Biểu tượng của phong trào là một vòng tay hai màu, nó đơn giản và dễ hiểu như các giá trị vốn có của chương trình Giải bóng đá vì Tình hữu nghị.
Các cầu thủ trẻ trong chương trình đã gắn các vòng tay tình bạn vào cổ tay của các vận động viên và nhân vật nổi tiếng, bao gồm: Dick Advocaat, Anatoly Timoshchuk and Luis Netu, Franz Beckenbauer, Luis Fernandev, Didier Drogba, Max Meyer, Fatma Samura, Leon Gorecka, Domenico Krishito, Michel Salgado, Alexander Kerzhakov, Dimas Pirros, Miodrag Bozovic, Adelina Sotnikova, Yuri Kamenets.

## Hoạt động của các cầu thủ giữa các mùa
Các cầu thủ trẻ từ chương trình Giải bóng đá vì Tình hữu nghị tham gia vào các sự kiện khác nhau bên ngoài mùa chính thức. Vào tháng 5 năm 2013, các cầu thủ từ câu lạc bộ bóng đá Maribor (Slovenia) tổ chức trận đấu giao hữu với trẻ em Campuchia. Vào ngày 14 tháng 9 năm 2014 tại Sochi, các cầu thủ Nga tham gia chương trình đã trò chuyện với Vladimir Putin trong cuộc họp của Tổng thống Liên bang Nga với Chủ tịch FIFA Sepp Blatter. Tháng 6 năm 2014, Tổng thống Pháp Francois Hollande đã mời nhóm Taverni, một thành viên của chương trình Giải bóng đá vì Tình hữu nghị, tới Cung điện Elysee để xem trận đấu World Cup 2014 giữa Pháp và Nigeria. Vào tháng 4 năm 2016, Yuri Vashchuk, đại sứ của chương trình Giải bóng đá vì Tình hữu nghị năm 2015, đã gặp người đàn ông mạnh nhất của Belarus, Kirill Shimko và các cầu thủ trẻ từ BATE FC để chia sẻ kinh nghiệm tham gia dự án. Yuri Vashchuk tặng Kirill Shimko một vòng tay biểu tượng hữu nghị, qua đó Yuri chỉ dẫn cho Kirill cách dẫn dắt trong việc quảng bá các dự án lý tưởng: tình bạn, công lý, lối sống lành mạnh.

## Giải thưởng và Phần Thưởng
Chương trình Giải bóng đá vì Tình hữu nghị đã đạt được nhiều giải thi đấu khác nhau và có một số giải Nga và quốc tế. Trong số chúng đó là: "Các dự án xã hội tốt nhất của Nga" trong danh mục "Sự phát triển hợp tác quốc tế", Hiệp hội các nhà kinh doanh truyền thông quốc tế (IABC) Quill Gold Quill trong hạng mục "Trách nhiệm xã hội của doanh nghiệp" (2016), Sabre Awards trong thể loại "The Dự án xã hội tốt nhất của hành tinh "(2016), Giải thưởng xã hội Drum Buzz được xếp loại "Chiến lược quốc tế tốt nhất" (2017), Giải thưởng Internationalist cho giải pháp tiếp thị trực tuyến sáng tạo trong mục "Chiến lược Truyền thông Tốt nhất" (2017), "Silver Archer" trong thể loại "Dự án xã hội tốt nhất của Nga" (2018), và Grand Prix "Silver Archer" (2018).